# Ceratina electron
Ceratina electron är en biart som beskrevs av Cockerell 1937. Ceratina electron ingår i släktet märgbin, och familjen långtungebin. Inga underarter finns listade i Catalogue of Life.